# Ostréiculture arcachonnaise

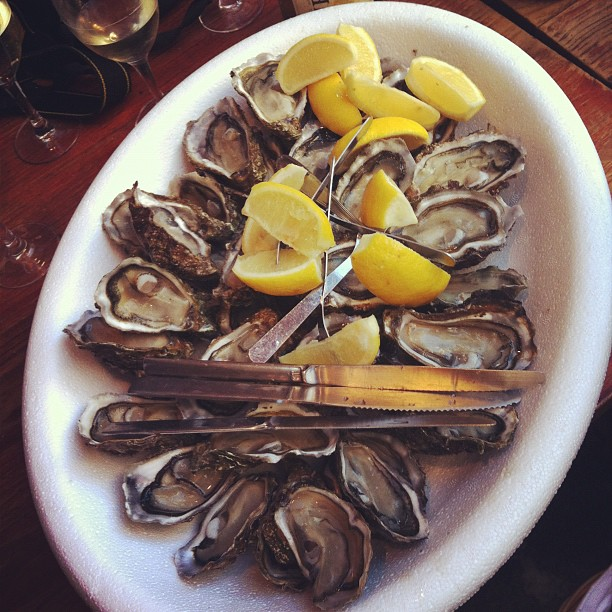
Huîtres du Cap Ferret.

L'ostréiculture est, après le tourisme, l'activité économique dominante sur le bassin d'Arcachon. Le bassin d'Arcachon est l'un des principaux centre ostréicole de France, on y élève l’huître creuse (Crassostrea gigas).

## Historique

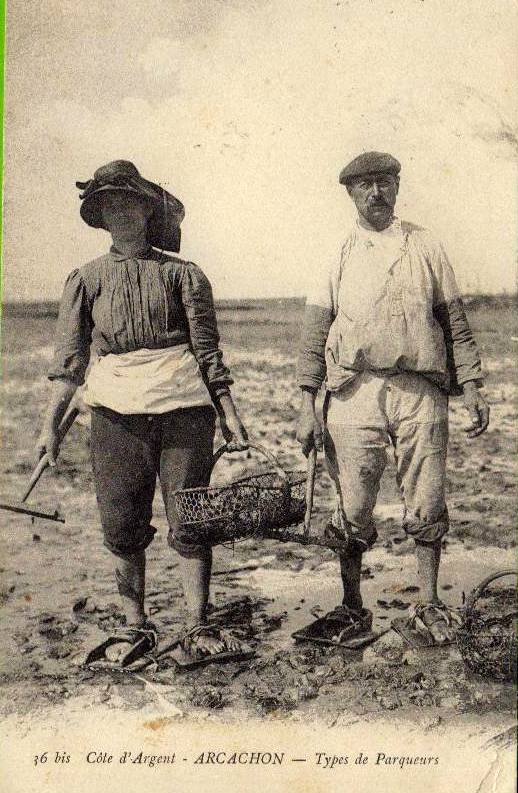
Les hommes et femmes qui travaillent dans les parcs ostréicoles sont appelés parqueurs et parqueuses.

### Les débuts
Les huîtres sauvages ont toujours été ramassées et consommées, comme en témoignent certains écrits datant de l'époque gallo-romaine. L'huître que l'on trouvait alors dans le bassin d'Arcachon étaient l'huître plate, ou « gravette » (Ostrea edulis). L'exploitation officielle des huîtres débute en 1849, avec la création des premiers parcs ostréicoles impériaux de France. En 1865, Jean Michelet met au point une technique de « chaulage » destinée à faciliter le détroquage : opération consistant à récupérer le naissain fixé sur les tuiles, sans l'abîmer.

### Introduction de laPortugaise
En 1868, le Morlaisien, navire chargé d'huîtres creuses portugaises (Crassostrea angulata), est pris dans une violente tempête l'obligeant à s'abriter dans l'estuaire de la Gironde. En raison du retard pris, les huîtres étaient trop avariées pour être livrées. Ceci aurait poussé le capitaine à faire jeter toute la cargaison par-dessus bord. Certaines huîtres survécurent et proliférèrent. En seulement quelques années, les Portugaises se sont fixées et reproduites sur tout le littoral gascon, gagnant à son tour le bassin d'Arcachon. Jusqu'au début des années 1970, la Portugaise allait devenir la reine des eaux du bassin. La Gravette quant à elle est décimée par une épizootie qui n’a jamais été clairement identifiée, dans les années 1920. En 1924, la production est abandonnée.

### Introduction de laJaponaise
Entre 1967 et 1971, les ostréiculteurs ont dû faire face à deux épizooties d'origine virale qui décimèrent les dernières gravettes et toutes les huîtres portugaises, au point qu'en moins de deux ans, elles disparurent totalement du bassin d'Arcachon. L'ostréiculture vécut alors la crise la plus grave de son histoire. La menace de faillite planait sur toute la filière ostréicole du bassin, lorsque l'on décida d'importer en masse une variété d'huîtres creuses originaire du Japon, la Crassostrea gigas. Aujourd'hui, la Japonaise demeure la seule huître élevée au sein du bassin, et s'il reste bien quelques Gravettes, celles-ci ne subsistent plus qu'à l'état sauvage.

### Manque de main-d'œuvre
Un manque de travailleur frappe le secteur à l'approche de la fin de l'année 2021. Cette période qui représente une large part du chiffre d'affaires annuelles nécessitent de nombreuses embauches.

## Contamination par les eaux usées
Le développement du tourisme de masse et l'haliotropisme dans la seconde moitié du XXe siècle peuvent engendrer des problèmes écologiques dans le bassin d'Arcachon (pénurie et pollution de l'eau, pollution des bancs d'huître),.
En 2018, 2020, février 2021 et décembre 2023, des interdictions de vente d’huîtres sont émises à la suite d'intoxications alimentaires consécutives à la présence de norovirus dans les eaux du bassin. Cette contamination fait suite aux débordements des eaux usées chargées en matières fécales dans le bassin qui contaminent les huîtres. En avril 2024, le tribunal judiciaire de Bordeaux a imposé au Syndicat intercommunal du bassin d’Arcachon (SIBA) et à son délégataire, la société SB2A de réaliser une série de mesures en urgence pour mettre fin à cette pollution.

## Les ports ostréicoles du bassin d'Arcachon
Le sud du bassin, entre La Teste et Gujan-Mestras, tout en ayant gardé un certain cachet traditionnel ont peu à peu évolué vers une « industrialisation » des installations ostréicoles. Les ports ostréicoles du Sud-Bassin sont le moteur de l'ostréiculture arcachonnaise.
On rencontre 10 ports d'est en ouest sur le sud bassin :
- La Molle
- La Barbotière
- Le Canal
- Larros
- Gujan
- Meyran
- La Hume
- Rocher
- La Teste
- L'Aiguillon

Le Nord-Bassin, avec les ports de Cassy, Lanton, Taussat et Audenge, est plus rural et ne regroupe que peu d’entreprises ostréicoles. Le cas d’Andernos-les-Bains est particulier car c’est un port où la forte activité touristique cohabite avec l'ostréiculture.
La presqu’île du Cap Ferret représente une des vitrines de l'ostréiculture du bassin d’Arcachon. Ainsi, de pittoresques ports de travail (L’Herbe, village classé, Piraillan, Le Canon, Petit et Grand Piquey, et le cap Ferret) s’égrènent le long du rivage. L'ostréiculture dégage un aspect de prime abord artisanal, tout en exploitant la composante fortement touristique de la presqu'île.